# فرودگاه یفپاتوریا
فرودگاه یفپاتوریا  (به انگلیسی: Yevpatoria Airport) (به زبان بومی: Євпаторійський авіаційний ремонтний завод) یک فرودگاه نظامی   است که یک باند فرود بتن دارد و طول باند آن ۲۰۱۱ متر است. این فرودگاه در شهر  یفپاتوریا کشور اوکراین قرار دارد و در ارتفاع ۱۰ متری از سطح دریا واقع شده است.